# Benjamin Kowalewicz
Benjamin Kowalewicz född 16 december 1975 i Montréal, Kanada, är en kanadensisk sångare. Han är sångare i gruppen Billy Talent. Han har polskt ursprung. 
Innan hette Billy Talent Pezz men när de fick reda på att det redan fanns ett band med namnet Pezz var det Benjamin som föreslog Billy Talent, taget från karaktären i Michael Turners film Hard Core Logo baserad på boken. Resten av bandet gillade det och så föddes Billy Talent.